# جامرود
جامرود یا رود جام یکی از رودهای حوضه آبریز قره‌قوم است که در استان خراسان رضوی قرار دارد. شاخه‌های اصلی این رود از کوه‌های جنوب شهرستان فریمان سرچشمه می‌گیرند. سپس به سوی شرق جریان می‌یابد و پس از گذر از شهرستان تربت جام به هریرود می‌پیوندد.

## شاخه‌های اصلی
جریان اصلی جامرود از تلاقی رودهای فریمان و قلندرآباد تشکیل می‌شود. شاخه‌های رود فریمان از دامنهٔ شمالی کوه قدل در جنوب غرق‌آب زار سرچشمه می‌گیرد و به سوی شمال جریان می‌یابد. رود قلندرآباد نیز از دامنهٔ شمالی کوه کله منار سرچشمه گرفته و پس از گذر از قلندرآباد، در شمال شرقی این شهر با رود فریمان تلاقی می‌کند. شاخه‌های دیگری از دامنهٔ کوه قطار النگ به هم می‌پیوندند و کال سرخ را تشکیل می‌دهند که پس از حرکت به سوی شرق، از فریمان می‌گذرد و در نزدیکی سفیدسنگ، به جامرود می‌پیوندد.

## مسیر
طول جامرود حدود ۱۹۰ کیلومتر و مساحت حوضه آبریز آن حدود ۶۳۰۰ کیلومتر مربع است. پس از تلاقی دو رود فریمان و قلندرآباد، جامرود در دشت‌های فریمان و تربت جام به سوی جنوب شرقی جریان می‌یابد و از شمال شهرهای نصرآباد و تربت جام عبور می‌کند. رود بردو در نزدیکی سمنگان و رود نی‌هنگ یا تیمنک در نزدیکی قلعه‌نو میرزاجعفر وارد جامرود می‌شوند. رودخانه پس از گذر از تربت جام در مسیر شرقی امتداد می‌یابد و از شمال نیل‌شهر می‌گذرد و در نهایت، در روستای دوآب در مرز ایران و افغانستان به هریرود می‌پیوندد.